# Pleß (Berg)

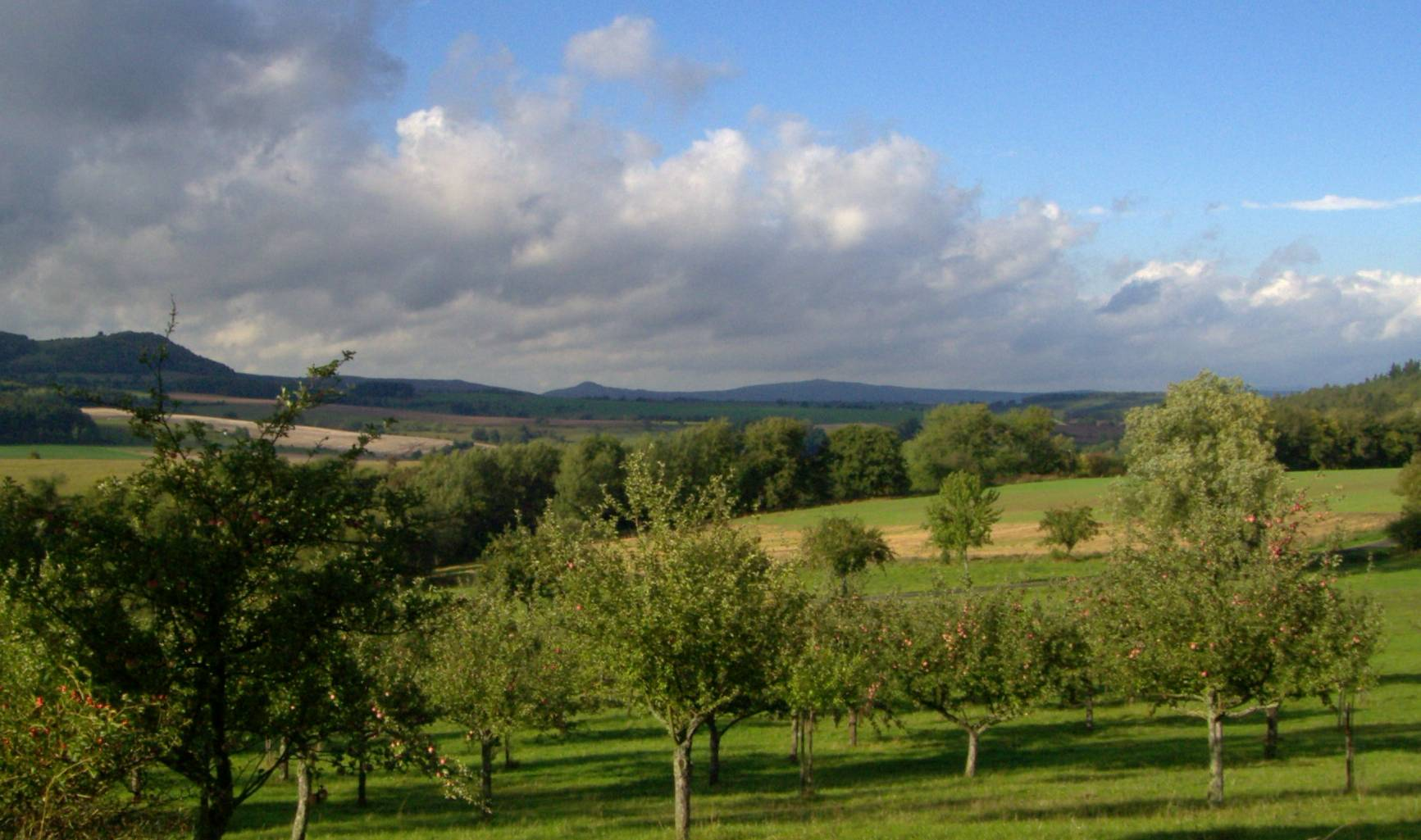
Blick von Süden vorbei an der Stoffelskuppe (links) zum Pleß

Der Pleß ist ein 645,4 m ü. NHN hoher Berg des Salzunger Werraberglands im thüringischen Landkreis Schmalkalden-Meiningen (Deutschland). Er ist basaltisch-vulkanischen Ursprungs.

## Geographie

### Lage
Der Pleß erhebt sich – inklusive seiner Gipfelregion – größtenteils im Gemeindegebiet des nordöstlich liegenden Breitungen, und auf seinen Südhang reicht das Gemeindegebiet des südlich gelegenen Rosa, beide im Landkreis Schmalkalden-Meiningen. Beim südwestlich befindlichen Roßdorfer Tor (526,6 m) stoßen die Grenzen beider Gemeinden auf jene von Roßdorf (Landkreis Schmalkalden-Meiningen) im Südsüdwesten und Dermbach (Wartburgkreis) im Westen. Etwas nordwestlich davon liegt das Gemeindegebiet von Bad Salzungen (Wartburgkreis).
Vom Nordwestteil des etwas weiter nordöstlich befindlichen Thüringer Waldes gesehen befindet sich der Pleß links (bzw. ostsüdöstlich) neben den Bergen Baier (713,9 m), Dietrichsberg (Dietrich; 667,4 m) und Öchsenberg (Öchsen; 627,2 m). Südwestlicher Nachbar ist die 2,4 km entfernte Stoffelskuppe (620,1 m).

### Naturräumliche Zuordnung
Der Pleß wird landläufig als der nordöstlichste Berg der Vorderen Rhön angesehen, wurde indes von der Bundesanstalt für Landeskunde naturräumlich bereits zum nordöstlich angrenzenden Salzunger Werrabergland gerechnet. Die Thüringer Landesanstalt für Umwelt und Geologie rechnet ihn wiederum der Rhön zu. Genetisch entstammt er klar dem Vulkanismus der Rhön, ist jedoch vom Buntsandstein des Werraberglandes eingeschlossen.
Laut Bundesanstalt für Landeskunde gehört der Pleß in der naturräumlichen Haupteinheitengruppe Osthessisches Bergland (Nr. 35) und in der Haupteinheit Salzunger Werrabergland (359) zur Untereinheit Stadtlengsfelder Hügelland (359.0).

## Geologie
Der Pleß ist ein durch Erosion freigelegter Schlot des tertiären Vulkanismus der Rhön. Das Gestein, in der Feldansprache ein Basalt, wurde in der geologischen Kartierung durch Hermann Friedrich Emmrich als Nephelinbasalt, in moderner Nomenklatur ein Nephelinit, bestimmt. Durch die größere Härte des Basaltgesteins gegenüber dem umgebenden Sandstein, den der Schlot durchschlagen hat, wurde die Kuppe des Pleß (wie auch an der Stoffelskuppe oder dem Horn bei Urnshausen) durch die Erosion nach Hebung der Rhön, lange nach dem Vulkanismus, als Kegelberg (Basaltkegel) freipräpariert. Das relativ wenig ausgedehnte Vorkommen, das nur den Gipfelbereich umfasst, sieht im Gelände größer aus, da es von einer Decke von abgewittertem Basaltgeröll umgeben ist. Im Schutz der basaltischen Schuttmassen hat sich ein geringmächtiges Vorkommen des Oberen Buntsandsteins (Röt-Formation) erhalten, das überall sonst von der Erosion abgetragen wurde. Die unteren Berghänge bestehen, wie die Umgebung, aus Sandsteinen des mittleren Buntsandstein.

## Schutzgebiete
Bis auf gipfelnahe Teile vom Nord- und Westhang des Pleß reichen das Fauna-Flora-Habitat-Gebiet Pleß-Stoffelskuppe-Bernshäuser Kutte (FFH-Nr. 5227-301; 15,7 km² groß) und das Vogelschutzgebiet Thüringische Rhön (VSG-Nr. 5326-401; 199,49 km²). Bis auf den am Roßdorfer Tor gelegenen Übergangsbereich zur Stoffelskuppe reicht das Landschaftsschutzgebiet Thüringische Rhön (CDDA-Nr. 20897; 1989 ausgewiesen; 631,8923 km²).

## Geschichte
Der ursprüngliche Name des Pleß war „Bleßberg“. Da aber im Herzogtum Sachsen-Meiningen zwei Bleßberge existierten, ein „oberländischer“ Bleßberg in der Nähe von Eisfeld und eben dieser „unterländische“ – welches öfters zu Verwechslungen führte – wurde der Name auf Weisung von Herzog Georg II. Ende des 19. Jahrhunderts auf Pleßberg geändert. Kurze Zeit später entfiel auch die Bezeichnung „-berg“.
Der Pleß war schon lange fürstliches Jagdgebiet, als 1866/67 das Jagdhaus „Pleßhaus“ ca. 1 km nördlich des Gipfels errichtet worden ist und sich dieses später zu einer beliebten Ausflugsgaststätte entwickelt hat. 1921 wurde auf dem Gipfel der erste Aussichtsturm als Holzkonstruktion errichtet. Er wurde baufällig und ist 1936 durch einen gemauerten Steinturm ersetzt worden.
In der DDR wurden große Teile des Berges zum militärischen Sperrgebiet. Der Pleß wurde Standort einer Einheit der Funktechnischen Truppen der NVA zur militärischen Luftraumüberwachung (FutK513). Das Pleßhaus diente den Soldaten als Unterkunft. Im Rahmen der militärischen Nutzung wurde 1962 der gemauerte Steinturm von 1936 bis auf den Natursteinsockel abgetragen und es stand fortan Militärgerät auf dem verbliebenen Turmsockel. Etwa 300 m östlich des Gipfels wurde eine Kaserne errichtet, das Pleßhaus war nunmehr nicht mehr als Unterkunft nötig, stand leer und verfiel. Engagierte Bürger setzten sich 1974 für den Erhalt des Pleßhauses ein, trugen es am ursprünglichen Standort ab und errichteten es als Gaststätte „Seeblick“ ca. 1,5 km südlich des Bahnhofs Breitungen.
Nach der politischen Wende zog die Bundeswehr in den 1990er Jahren vom Pleß teilweise ab. Der Gipfel des Pleß und auch der ursprüngliche Standort des Pleßhauses an der Pleßhauswiese lagen nunmehr außerhalb des militärischen Sperrgebietes. Seitdem besteht wieder die Möglichkeit den Pleß zu erwandern – beispielsweise auf dem 170 km langen Fernwanderweg Hochrhöner. Der Hochrhöner führt sowohl über den Gipfel des Pleß als auch über die Pleßhauswiese. Im März 1996 erwarb die Gemeinde Breitungen das Gebiet des Pleß und besitzt seitdem einen eigenen Hausberg.
2002 wurde ein Funkturm für Mobilfunk auf dem Berg errichtet.
Die während der DDR-Zeit errichteten Kasernen und Bauwerke der NVA wurden abgerissen und der Baugrund ist renaturiert. Seit 2008 steht auch der Jägerstein (auch Sachsenstein genannt) direkt auf der Pleßkuppe nördlich des Pleßturms.
Anfang 2016 wurde die leerstehende Kaserne abgerissen.

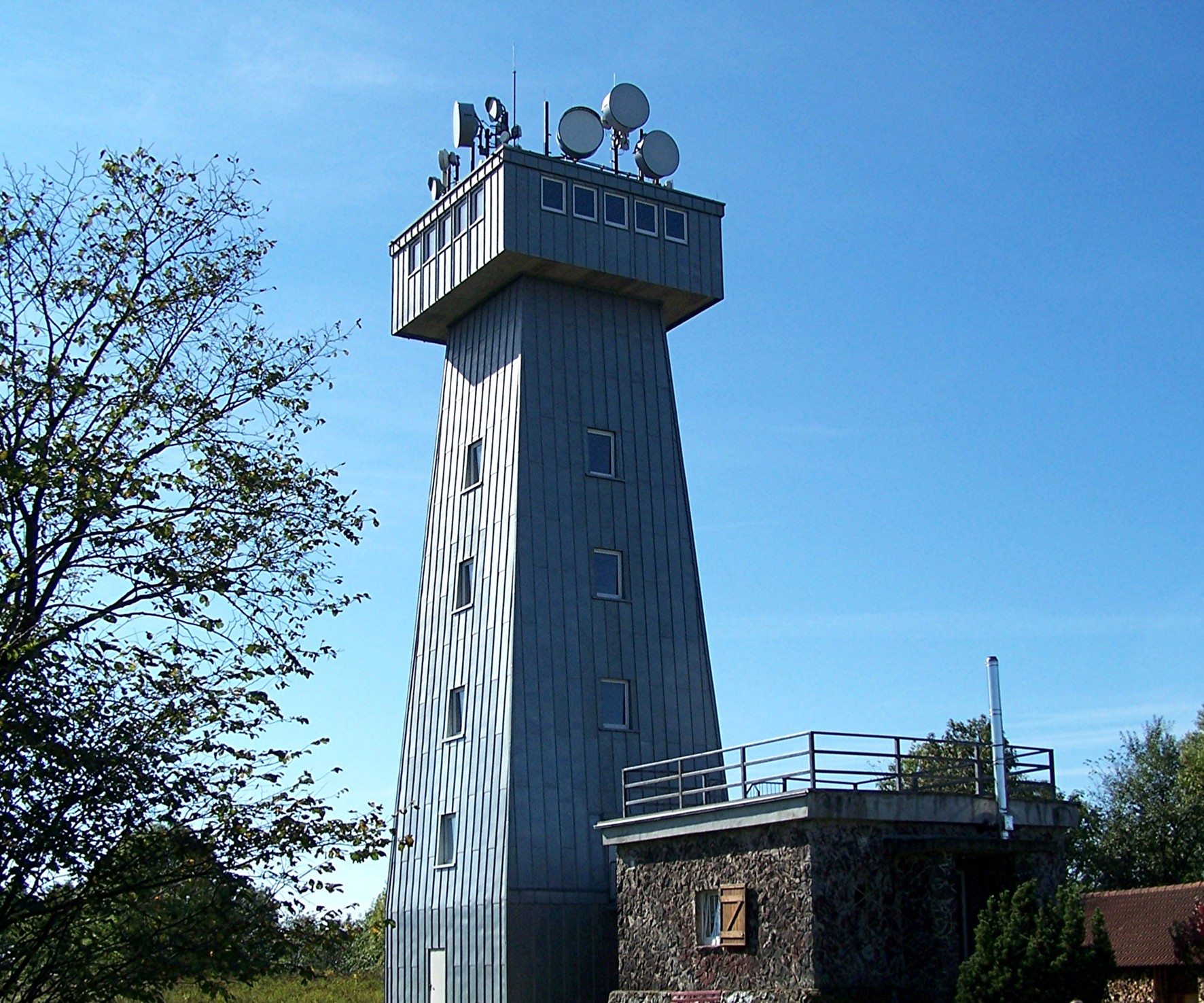
Der neue Pleßturm, davor der Natursteinsockel des zweiten Pleßturms von 1936

## Pleßturm
Auf dem Gipfel des Pleß steht seit 1999 der neue (dritte) Pleßturm. Er steht unmittelbar südlich neben dem Natursteinsockel des zweiten Pleßturms von 1936. Der Natursteinturmsockel ist heute eine zugängliche Aussichtsplattform, die über eine Treppe erreicht wird.
Der neue Pleßturm ist aus Kalksandstein gemauert, hat eine Fassade aus Titan-Zink-Blech und wurde am 2. Oktober 1999 eingeweiht. Von seiner auf 20 m Höhe gelegenen Aussichtsplattform kann man zum Thüringer Wald, in die Rhön (mit der Wasserkuppe) und zum Hessischen Kegelspiel schauen; außerdem fällt der Blick entlang der Werra und vorbei an der Wartburg zum Hohen Meißner.

## Pleßhaus
Das fürstliche Jagdhaus Pleßhaus wurde 1866/67 an der Pleßhauswiese, etwa 1 km nördlich des Gipfels des Pleß errichtet. Es wurde 1974 an einen neuen Standort ca. 1,5 km südlich des Bahnhofs Breitungen umgesetzt und trägt seitdem den Namen Gaststätte „Seeblick“. Die Fundamente des alten Pleßhauses an der Pleßhauswiese sind noch gut erhalten und mit einem Blechdach vor dem Verfall gesichert.

## Galerie

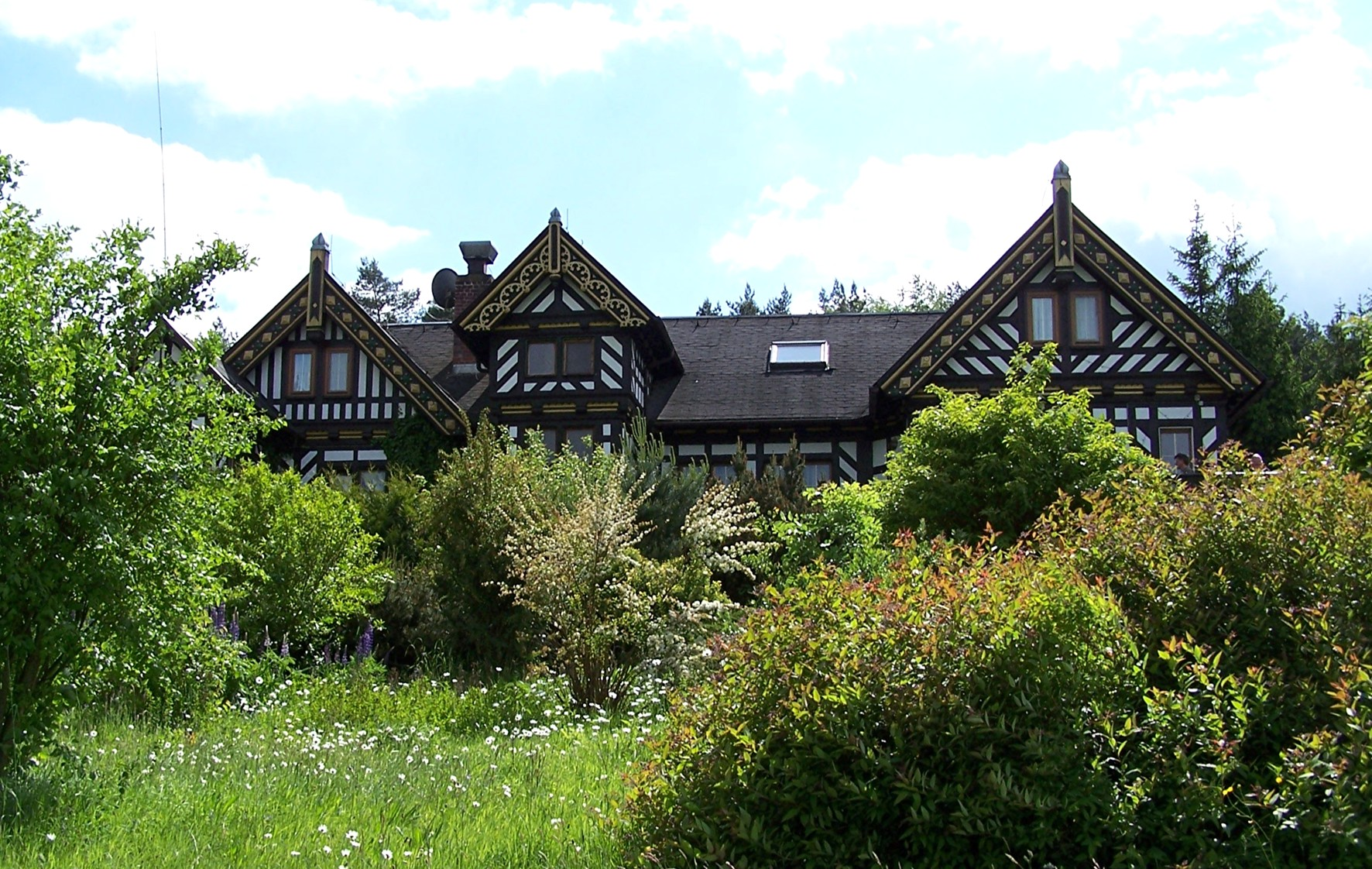
Umgesetztes fürstliche Jagdhaus Pleßhaus, heute Gaststätte Seeblick
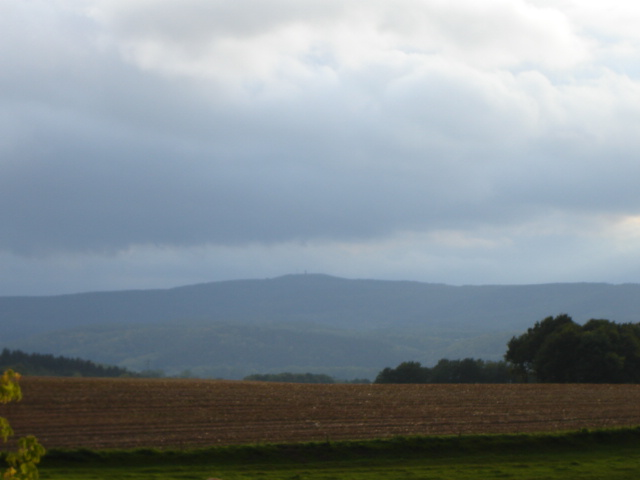
Blick vom Thüringer Wald zum Pleß
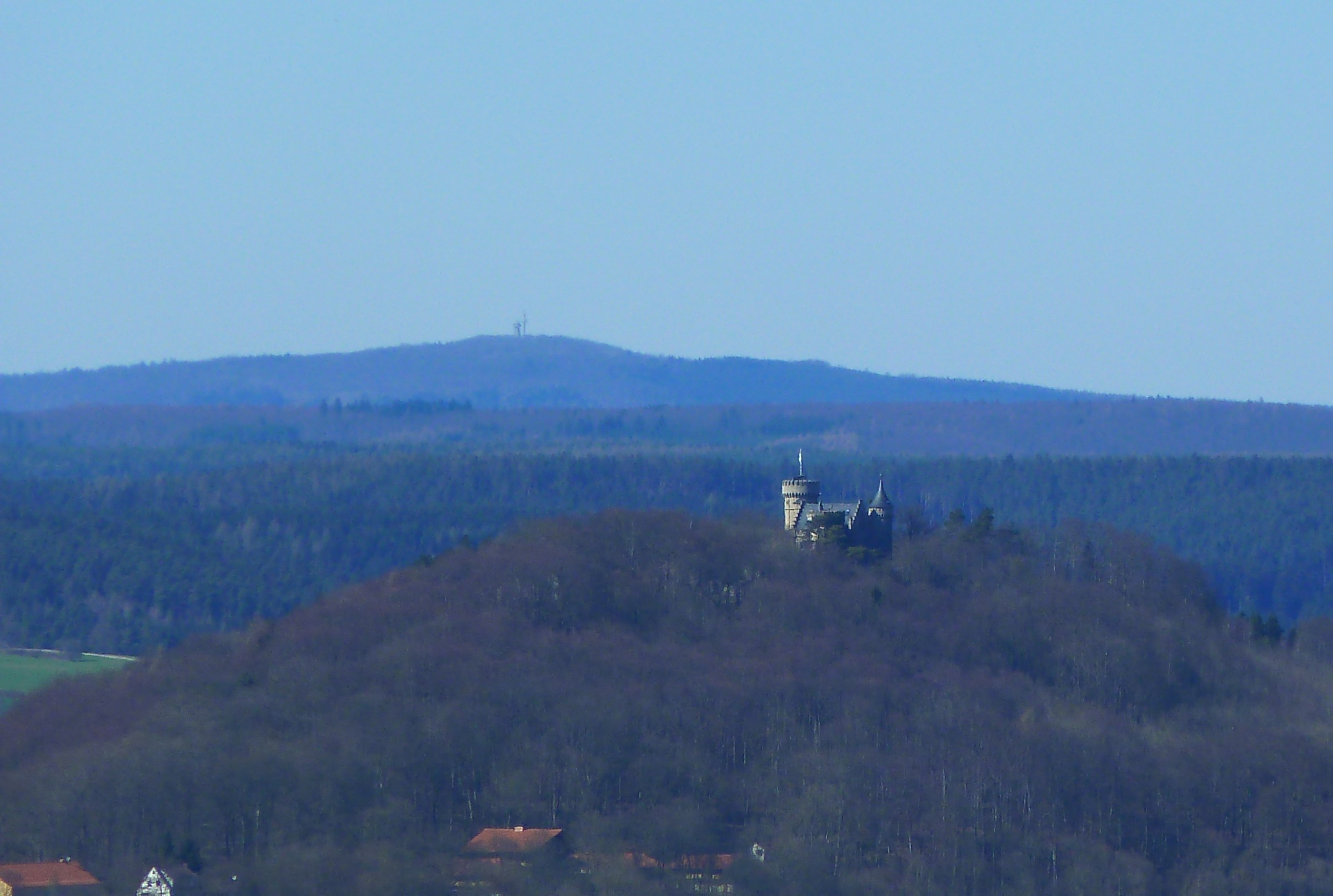
Blick aus Richtung Meiningen vorbei am Schloss Landsberg nach Nordwesten zum am Horizont befindlichen Pleß

## Karten
- Topographische Karte: Westlicher Thüringer Wald – Mittleres Werratal, M = 1:50.000, Nr. 55, Thüringer Landesamt für Vermessung und Geoinformation, ISBN 3-86140-265-3
- Wanderkarte: Naturpark Thüringer Wald – Trusetal, Bad Liebenstein, Bad Salzungen, M = 1:30.000, Verlag grünes Herz, ISBN 3-929993-44-9